# Сексуална възбуда
Възбудата е процес, при който се повишава силно сексуалното желание при очакване на сексуални дейности. Възбуда при хетеросексуалните мъже се наблюдава най-често при опипване или гледане на женски крака, задни части или женски гърди. При хетеросексуалните жени възбудата се наблюдава при гледане или опипване на мъжкото тяло. При хомосексуални жени възбудата се проявява по отношение на други жени и докосването на тяхното тяло, а при хомосексуални мъже възбудата се наблюдава като при хетеросексуалните жени. При бисексуалните възбуда може да има и по отношение на двата пола и по двата начина. В действителност сексуалната възбудата преминава през няколко етапа и може да премине, но може и да не премине в правене на секс. При секс оргазмът е резултат от сексуалната възбуда.
Възбудата е процес, при който се повишава нивото на тестостерона в организма, който води до ерекция и желание за полови отношения с даден човешки индивид.